# Feinkostsalat
Feinkostsalate sind nach der Definition des Deutschen Lebensmittelbuches „verzehrfertige Erzeugnisse aus Zutaten tierischer und/oder pflanzlicher Herkunft in einer geschmacklich hierauf abgestimmten Sauce.“ Der Begriff leitet sich von Feinkost und Salat her.
Die Sauce ist in der Regel mayonnaisebasiert, außer bei fettreduzierten Erzeugnissen.
Im Einzelnen werden unterschieden:
1. Salate mit Fleisch und/oder Fleischerzeugnissen (wie Fleischsalat, Wurstsalat)
2. Salate mit Fleisch von Fischen, Krebs- und/oder Weichtieren (wie Heringssalat, Krabbensalat)
3. Gemüse-, Pilz-, Obst-, Käse-, Eier- und andere Feinkostsalate.

Für die erste und zweite Gruppe von Feinkostsalaten führen die Leitsätze einige übliche Verkehrsbezeichnungen, dazu jeweils charaktergebende Zutaten sowie deren Mindest- und Höchstmengen auf. Für die zuletzt genannten Salate gilt allgemein: Der feste Anteil muss mindestens 40 % betragen; die namensgebende Zutat muss zu mindestens 20 % enthalten sein.

## Quelle
- Leitsätze für Feinkostsalate (PDF-Datei; 32 kB)